# Беверидж, Альберт
Альберт Джереми Беверидж (6 октября 1862 — 27 апреля 1927) — американский историк и сенатор США от штата Индиана.

## Биография
Родился в Хайленде, штат Огайо; его родители (оба имели английское происхождение) переехали в штат Индиана вскоре после его рождения. Семья жила очень бедно, поэтому Беверидж с детства был вынужден много работать. С трудом получив образование, он в конце концов стал клерком в Индианаполисе.
В 1885 году окончил Университет Индианы со степенью бакалавра философии. Был членом студенческого объединения Delta Kappa Epsilon. После окончания университета получил известность как талантливый оратор, в своих выступлениях выражая поддержку территориальной экспансии США и увеличению прочности власти федерального правительства. В 1887 году был принят в коллегию адвокатов штата Индиана и занялся юридической практикой.
Политикой начал заниматься ещё в 1884 году, участвуя в кампании кандидата в президенты Джеймса Блейна и позже принимая участие в последующих его предвыборных кампаниях; его речи в поддержку Блейна в 1896 году привлекли особенное общественное внимание. В 1899 году Беверидж был избран в Сенат США от Республиканской партии, где работал до 1911 года. Он оказывал поддержку Теодору Рузвельту и был основным оратором основанной Рузвельтом в 1912 году Прогрессивной партии.
Был известен как один из главных идеологов американского империализма. Поддержал аннексию Филиппин и вместе с лидером республиканцев Генри Кэботом Лоджем активно агитировал за строительство нового флота. После переизбрания в 1905 году на второй срок стал отождествляться с реформаторской фракцией Республиканской партии. Отстаивал принятие национального закона о детском труде, спорил с президентом Уильямом Говардом Тафтом по поводу снижения тарифов на товары, ввозимые в страну, и поддерживал Федеральный закон об инспекции мяса в 1906 году.
Потерял место в Сенате, когда демократы победили на выборах в Индиане в 1911 году. В 1912 году, когда бывший президент Теодор Рузвельт покинул Республиканскую партию, чтобы основать недолго существовавшую Прогрессивную партию, Беверидж присоединился к нему и баллотировался в Индиане от этой партии в 1912 году на пост губернатора и в 1914 году на пост сенатора от штата, проиграв в обеих кампаниях. Когда Прогрессивная партия распалась, вернулся к республиканцам, имея неопределённое политическое будущее. Впоследствии ещё раз попытался избраться в Сенат в 1922 году, но так никогда больше и не занял места сенатора. На закате жизни решил отказаться от идей расширения государственной власти, которые отстаивал в начале карьеры.
Был членом и секретарём Американской исторической ассоциации. За четырёхтомное сочинение «Жизнь Джона Маршалла», публиковавшееся с 1916 по 1919 год, получил Пулицеровскую премию.
После поражения на выборах 1922 года провёл большую часть последних лет жизни в работе над двухтомной биографией Авраама Линкольна (работа была завершена лишь наполовину, поэтому и было выпущено всего два тома), которая была опубликована в 1928 году, через год после его смерти.
Умер в Индианаполисе в возрасте 64 лет.

## Сочинения
- The Life of John Marshall, in 4 volumes (1919), Volume I, Volume II, Volume III and Volume IV at Internet Archive.
- Abraham Lincoln 1809—1858, 2 vols. (Boston: Houghton Mifflin) (1928)